# Василівка (Ладижинська міська громада)
Васи́лівка — село в Україні, у Ладижинській міській громаді Гайсинського району Вінницької області. Населення становить 495 осіб.
На даний момент в селі є: школа, медпункт, церква.

## Географія
Селом протікає річка Биня, ліва притока Сільниці.

## Історія
Станом на 1885 рік у колишньому власницькому селі Клебанської волості Брацлавського повіту Подільської губернії мешкало 565 осіб, налічувалось 54 дворових господарства, існували православна церква, школа та постоялий будинок.
1892 в селі існувало 128 дворових господарств, проживало 993 мешканці.
За переписом 1897 року кількість мешканців зменшилась до 742 осіб (362 чоловічої статі та 380 — жіночої), з яких 732 — православної віри.

## Економіка
У грудні 2019 року в селі агроіндустріальний холдинг МХП ввів в експлуатацію першу чергу комплексу з виробництва біогазу «Біогаз Ладижин». Потужність першої черги становить 12 МВт.

## Відомі земляки
- Кринична Світлана Сергіївна — українська письменниця.